# Trichosciara spinimana
Trichosciara spinimana är en tvåvingeart som först beskrevs av Franz Lengersdorf 1944.  Trichosciara spinimana ingår i släktet Trichosciara och familjen sorgmyggor. Inga underarter finns listade i Catalogue of Life.